# 레인 (신비한 별의 쌍둥이 공주)
레인은 신비한 별의 쌍둥이 공주의 등장인물이다. 본 애니메이션에서 목소리를 연기한 성우는 일본판은 고토 유코이고 한국판은 이지영이다. 

## 개요
해님나라의 쌍둥이 공주 중 1명이다. 생일은 3월 20일. 이미지 색상은 파란색.